# Massimo Wertmüller
Massimo Wertmüller von Elgg Spanol von Braueich (Roma, 13 agosto 1956) è un attore e doppiatore italiano.

## Biografia
Nipote della regista Lina Wertmüller, dopo aver esordito in teatro nel 1976 con Luci di Bohème, spettacolo presentato alla Biennale di Venezia, nel 1978 inizia a frequentare il Laboratorio di esercitazioni sceniche di Gigi Proietti. Insieme ai compagni di corso Paola Tiziana Cruciani, Shereen Sabet, Rodolfo Laganà, Patrizia Loreti e Silvio Vannucci fonda il gruppo comico La Zavorra, attivo nel teatro cabaret e nell'intrattenimento televisivo fino al 1984.
Nello stesso anno debutta sul grande schermo con il film La fine del mondo nel nostro solito letto in una notte piena di pioggia, diretto dalla zia Lina, che lo dirigerà anche in Scherzo del destino in agguato dietro l'angolo come un brigante da strada (1983) e Sotto.. sotto.. strapazzato da anomala passione (1984), Notte d'estate con profilo greco, occhi a mandorla e odore di basilico (1986), In una notte di chiaro di luna (1989) e nel televisivo Francesca e Nunziata (2001), andato in onda su Canale 5.
Tra gli altri suoi ruoli in televisione, quello del commissario Giorgio Pettenella nella serie La squadra, andata in onda su Rai 3 e in replica su Rai Premium. Due delle sue più recenti apparizioni sono quelle nella serie RIS Roma, dove interpreta il ruolo del generale Abrami, e nella serie televisiva 1992 di Sky, nel ruolo di Mariotto Segni.
Primo testimonial di Wind nel 1999, sostiene l'organizzazione Medici Senza Frontiere e diverse cause animaliste. Dal 2016 collabora con il sito di informazione alganews.it.

## Vita privata
Nel 2018 si è sposato con l'attrice Anna Ferruzzo.

## Filmografia

### Attore

#### Cinema
- La fine del mondo nel nostro solito letto in una notte piena di pioggia, regia di Lina Wertmüller (1978)
- Scherzo del destino in agguato dietro l'angolo come un brigante da strada, regia di Lina Wertmüller (1983)
- Sotto.. sotto.. strapazzato da anomala passione, regia di Lina Wertmüller (1984)
- Al limite, cioè, non glielo dico, regia di Franco Rossetti (1984)
- Notte d'estate con profilo greco, occhi a mandorla e odore di basilico, regia di Lina Wertmüller (1986)
- I padroni dell'estate, regia di Max Parodi (1987)
- In una notte di chiaro di luna, regia di Lina Wertmüller (1989)
- Le finte bionde, regia di Carlo Vanzina (1989)
- Night Club, regia di Sergio Corbucci (1989)
- Il viaggio di Capitan Fracassa, regia di Ettore Scola (1990)
- In nome del popolo sovrano, regia di Luigi Magni (1990)
- Allullo drom - L'anima zingara, regia di Tonino Zangardi (1992)
- Cinecittà... Cinecittà, regia di Vincenzo Badolisani (1992)
- Nottataccia, regia di Duccio Camerini (1992)
- La fine è nota, regia di Cristina Comencini (1993)
- Copenaghen fox-trot, regia di Antonio Domenici (1993)
- Buon compleanno, Gianmaria, episodio di 80 mq - Ottantametriquadri, regia di Luca Manfredi (1993)
- Cuore cattivo, regia di Umberto Marino (1995)
- Il cielo è sempre più blu, regia di Antonello Grimaldi (1995)
- Croce e delizia, regia di Luciano De Crescenzo (1995)
- Esercizi di stile, registi vari (1996)
- Bruno aspetta in macchina, regia di Duccio Camerini (1996)
- Stressati, regia di Mauro Cappelloni (1997)
- Un bel dì vedremo, regia di Tonino Valerii (1997)
- Locride, Calabria, regia di Vincenzo Badolisani (2000)
- Quattro scatti per l'Europa, regia di Ivan Carlei – cortometraggio (1999)
- Honolulu Baby, regia di Maurizio Nichetti (2001)
- Tornare indietro, regia di Vincenzo Badolisani (2002)
- Giovani, regia di Luca Mazzieri e Marco Mazzieri (2002)
- Pontormo, regia di Giovanni Fago (2004)
- Commediasexi, regia di Alessandro D'Alatri (2006)
- Io non lo so, regia di Paolo Damosso (2007)
- La versione di Barney (Barney's Version), regia di Richard J. Lewis (2010)
- AnnA, regia di Giuseppe Marco Albano – cortometraggio (2013)
- Io... donna, regia di Pino Quartullo – cortometraggio (2013)
- L'ultima ruota del carro, regia di Giovanni Veronesi (2013)
- Che vuoi che sia, regia di Edoardo Leo (2016)
- Orecchie, regia di Alessandro Aronadio (2016)
- Socialmente pericolosi, regia di Fabio Venditti (2017)
- Appena un minuto, regia di Francesco Mandelli (2019)
- La volta buona, regia di Vincenzo Marra (2019)
- America Latina, regia di Damiano e Fabio D'Innocenzo (2021)
- La donna per me, regia di Marco Martani (2022)
- Era ora, regia di Alessandro Aronadio (2022)
- I peggiori giorni, regia di Massimiliano Bruno ed Edoardo Leo (2023)

#### Televisione
- Le diaboliche imprese, trionfi e caduta dell'ultimo Faust, di Guido Ceronetti, regia di Enrico Job, trasmesso il 2 maggio 1980
- I padroni dell'estate, regia di Marco Parodi – film TV (1987)
- La commedia degli errori, di William Shakespeare, regia di James Cellan-Jones, trasmesso il 13 marzo 1987
- Una grande storia d'amore, regia di Duccio Tessari – miniserie TV (1987)
- Il sassofono, regia di Andrea Barzini, trasmesso il 11 novembre 1991
- Non siamo soli, regia di Paolo Poeti – miniserie TV (1992)
- Le fils d'un autre, regia di Michel Lang – film TV (1992)
- Il caso Dozier, regia di Carlo Lizzani – film TV (1993)
- Infiltrato, regia di Claudio Sestieri – film TV (1996)
- Mio padre è innocente, regia di Vincenzo Verdecchi – miniserie TV (1997)
- L'avvocato delle donne – serie TV, episodio 1x03 (1997)
- Nei secoli dei secoli, regia di Marcello Cesena – film TV (1997)
- La storia di Gigi 2, regia di Luca Mazzieri e Marco Mazzieri – film TV (1997)
- Tutti gli uomini sono uguali, regia di Alessandro Capone – serie TV (1997)
- Lui e lei – serie TV, 8 episodi (1998)
- La quindicesima epistola, regia di José María Sánchez – miniserie TV (1998)
- Senza confini, regia di Fabrizio Costa – miniserie TV (2001)
- Francesca e Nunziata, regia di Lina Wertmüller – film TV (2001)
- Carles, príncep de Viana, regia di Sílvia Quer – film TV (2001)
- La squadra – serie TV, 48 episodi (2002-2007)
- Part-Time, regia di Angelo Longoni – miniserie TV (2004)
- Una cosa in mente - San Giuseppe Benedetto Cottolengo, regia di Paolo Damosso – film TV (2004)
- Crociera Vianello, regia di Maurizio Simonetti – film TV (2008)
- Tutta la verità, regia di Cinzia TH Torrini – miniserie TV (2009)
- Pane e libertà, regia di Alberto Negrin – miniserie TV (2009)
- Crimini – serie TV, episodio 2x03 (2010)
- R.I.S. Roma - Delitti imperfetti – serie TV (2010)
- Atelier Fontana - Le sorelle della moda, regia di Riccardo Milani – miniserie TV (2011)
- Santa Barbara, regia di Carmine Elia – film TV (2012)
- La vita che corre, regia di Fabrizio Costa – miniserie TV (2012)
- L'ultimo papa re, regia di Luca Manfredi – miniserie TV (2013)
- Che Dio ci aiuti – serie TV, 9 episodi (2013)
- La bella e la bestia, regia di Fabrizio Costa – miniserie TV (2014)
- I segreti di Borgo Larici, regia di Alessandro Capone – miniserie TV (2014)
- È arrivata la felicità, regia di Riccardo Milani e Francesco Vicario – serie TV, 18 episodi (2015-2018)
- Squadra antimafia 7 – serie TV, 6 episodi (2015) – Goffredo Collina
- Fuoriclasse – serie TV, 4 episodi (2015)
- 1992, regia di Giuseppe Gagliardi – serie TV, episodio 1x04 (2015)
- Lampedusa - Dall'orizzonte in poi, regia di Marco Pontecorvo – miniserie TV (2016)
- Non dirlo al mio capo, regia di Giulio Manfredonia – serie TV, 1 episodio (2016)
- In arte Nino, regia di Luca Manfredi – film TV (2016)
- Meraviglie - La penisola dei tesori [4] (2019, 2022)
- Permette? Alberto Sordi, regia di Luca Manfredi – film TV (2020)
- Mina Settembre, regia di Tiziana Aristarco – serie TV (2021-2022)
- Noi, regia di Luca Ribuoli – serie TV, episodi 1x01-1x02-1x07 (2022)
- A muso duro - Campioni di vita, regia di Marco Pontecorvo – film TV (2022)
- La farfalla impazzita, regia di Kiko Rosati – film TV (2025)
- Gerri, regia di Giuseppe Bonito – serie TV (2025)

### Regista
- Il tema di Jamil – cortometraggio (2014)

## Doppiaggio
- Dominique Pinon ne Il favoloso mondo di Amélie e L'esplosivo piano di Bazil
- Peter Gallagher in Torbide ossessioni, American Beauty
- Doug Rand in Arthur e il popolo dei Minimei
- Jason Beghe in The Next Three Days
- Stanley Tucci in Sogno di una notte di mezza estate
- Billy Bob Thornton in Monster's Ball - L'ombra della vita
- Ed Harris in Potere assoluto
- Afemo Omilami in Al di là della vita
- Ombralesta in Turbo
- voce narrante in Non è mai troppo tardi

## Programmi televisivi
- Al Paradise (Rai 1, 1985)
- Cinema che follia! (Rai 2, 1988)